# アリス探偵局
『アリス探偵局』（アリスたんていきょく）は、日本のテレビアニメ。NHK教育テレビ『天才てれびくん』内で放送された。

## 概要
童話や昔話の登場人物をキャラクターとして脚色した推理ギャグアニメ。推理といっても、殺人などは起こらず（未遂は起きた）、基本的には喧嘩や失敗談の解決話である。
放送尺は1話12分。第1期・第2期各28話で計56話。第1期は1995年4月5日から1996年1月16日までに、第2期は1996年4月9日から1997年1月21日までに放送。2002年には『天才てれびくん』の10周年特別企画として第1期のみが再放送された。なお、最初の数話は番組自体の放送時間を短縮して1話ずつ放送された（空いた時間は特別番組「こども囲碁入門」が流された）。
天才てれびくんのアニメコーナーでは、『ちび☆デビ!』が登場するまでシリーズ最長アニメだった。
また、漫画化単行本として第1期1話・2話を収録した『天才てれびくん アリス探偵局』が1995年11月に発売されている。
長らくVHS等に映像ソフト化はされていなかったが、『天才てれびくん』20周年およびNHK60周年として、2012年11月にDVD-BOX化が決定された。上巻は2013年2月21日、下巻は同年3月21日に発売。

## ストーリー

### 第1期
童話に登場するキャラクターや動物が住人として暮らしている「ふしぎの村」という騒がしい村を舞台に、花屋の一人娘アリス、その花屋に居候している探偵江戸川写六、そして彼の助手イナバの3名を中心にストーリーが展開され、この3名が多発する怪事件を解決に導いていく。怪事件といっても重い描写はなく、軽い窃盗や傷害事件など他愛も無い事件ばかりである。犯人のほとんども簡単な注意などで済まされ、刑に服した様子も無く事件後も普通に社会生活を送っている。
最後は写六の「さて、テレビの前のみんなはもうわかったかな、……ずばり推理してくれたまえ」という台詞で締められ、次回放送の冒頭でイナバが種明かしをしながら事件の真相を事件簿ノート（絵日記）に記すという形になっている。

### 第2期
第2期では第1期の写六が去り、Dr.ホーとマンデーが登場。
Dr.ホーは、亡き父が「イナバ」という名の探偵にひどい目に遭わされたことの復讐として、タイムマシンでふしぎの村のイナバの前に現れた。Dr.ホーの家系がイナバの家系に勝利するためには、先祖の才能を幼少時代の時点で潰してしまうことが必要だと企んだDr.ホーは、何としてでもイナバに勝とうとふしぎの村で起こる事件（第1期同様たわいのない事件が多い）をいち早く解決しようとするが、いつも失敗ばかりで勝つことはできずにいる。

## 登場キャラクター

### アリス探偵局
イナバ
声 - 白石文子
主人公。ふしぎの小学校1年生のウサギの男の子。写六の助手を務める。
人一倍災難に遭いやすく探偵としての資質にも欠けるが、写六に対する憧れは強く、将来優秀な探偵になることを夢見ている。礼儀正しい性格で、アリスに対しても敬語で話している。事件簿ノートに写六の業績や事件の感想などを記録している。
第1期15話以降、竹取ヒカリに片思いをしていたが、第2期終盤ではアリスを意識し始め、最終回ではマンデーの残したパソコンから将来結婚するらしき情報を知る。一軒家に一人暮らしをしている。
家庭状況は不明。苦手な教科は算数。
名前は日本神話の『因幡の白兎』にちなむ。第1期オープニングでは『不思議の国のアリス』の白ウサギの格好をしており、本編でもそれらしい懐中時計を携帯している。
アリス
声 - 佐久間レイ
ヒロイン。ふしぎの小学校5年生の女の子。花屋の看板娘。
普段は花屋の手伝いをしているが、上階の江戸川写六探偵事務所を勝手に「アリス探偵局」と改称し、いつも事務所に顔を出している。学校の成績は振るわないものの、優れた探偵の素質を持ち、彼女の言動が事件解決への懸け橋となることも多い。花に関する知識も豊富。イナバの姉のような存在で、時にからかったり恋の手解きをしたりするおしゃまな少女。
第2期ではどちらかというとイナバを後ろで支え、頼りにしていく。
モデルは『不思議の国のアリス』のアリス。
アリスのママ
声 - 熊谷ニーナ
アリスの母親。花屋を営んでいる。
全く姿を現すことはなく声のみの出演であるが、イナバや写六の様子から見てかなりの美人らしい（最終回アイキャッチでの登場キャラクター集合図にその姿があるが、総集編ではカットされている）。料理がとても上手である。店のモットーは「迅速、正確、美しく」。
江戸川 写六（えどがわ しゃろく）
声 - 関根信昭
ふしぎの村で探偵事務所「アリス探偵局」を経営している名探偵。通称ろくちゃん。
かつては探偵業の傍ら、世界各地で（屋台を引きながら）様々な冒険をしていた。オランウータンと思しき老人で、大きな眉毛を生やしている。電話で事情を伝えられただけで事件の真相を突き止められる敏腕探偵だが、「短気は損気、田んぼじゃ取れないサザエの壺焼き」「ただいま帰ってキタキツネ コ〜ン」など駄洒落を連発し、滑稽な扮装をして現れる。いつも寝穢く眠ってばかりいるが、アリスの母に声をかけられると途端に目覚める。好物は納豆。モットーは「人生苦あれば楽あり」。
第1期最終回で世界旅行に出発したため第2期では出番がないが、事務所の椅子には彼の姿を模した人形が座っている。
モデルは江戸川乱歩とシャーロック・ホームズ。
写一（しゃいち）
声 - 上田敏也
写六の兄、諜報組織BCGの諜報員をしている。通称いっちゃん。
写三（しゃぞう）
声 - 上田敏也
写六の兄、南の島で漆細工の職人の仕事をしている。通称さんちゃん。

### 準レギュラー
荒井（あらい）警部
声 - 中村大樹
アライグマの警察官。ふしぎの村にいる唯一の警官。
事件が起きればすぐさま現場に駆けつけるが、いつもアリスに先回りされてしまう。白雪ワイン大会社絡みの事件がきっかけで姫子と結婚し、三つ子をもうけた。大柄で恰幅がよいため、タヌキと間違えられたこともある。
ニーナ
声 - 熊谷ニーナ
ウグイスのリポーター。
事件現場に突然現れ、アリスたちに経緯をフリップで説明する。モットーは「迅速・正確・ねちっこく」。妹にナーニ先生がいる。

### ゲストキャラクター
ウルフ
声 - 大友龍三郎
大家のオオカミ。
村一番の金持ちだが欲張りでドケチなため、他の住人から恐れられている。見た目や本人の発言からして老人。大財閥「ウルフグループ」の最高経営者で、第2期では「ウルフホテル」という大きなホテルを開業した。背中に巨大なそろばんを背負っている。金色の牙が自慢、愛車は金色の自転車など、ドケチの割に成金趣味も見受けられる。
モデルは『三匹の子豚』、『狼少年』、『赤ずきん』などに登場するオオカミ。
グー、スー、ピー
声 - 三木眞一郎、岩男潤子（第1期）→熊谷ニーナ（第2期）、嶋村薫
貸家に住むブタの3兄弟。
グーはわらの家、スーは木の家、ピーはレンガの家に住む。大道芸をして金を稼ぎ、大家のウルフに家賃を払っている。
モデルは『三匹の子豚』のブタ。
テバコ
声 - 岩男潤子
人気ロックグループ「ブレメン」のリーダーを務める鳥。
担当はボーカルで、ポスターではギターらしきものを持っている。かつて餓死寸前のところを写六に助けられており、彼に恩を感じている。写真が趣味。
グループで人気ナンバー1だがそれを鼻にかけ、我侭ばかり言っていたため他の3人からは嫌われていた。そのためホテルでメンバーの誰かから頭を殴られる。事件解決後、自分の我侭に反省したらしく、犯人を許すように荒井警部に頼んだらしい。
モデルは『ブレーメンの音楽隊』の鶏。
ミケコ
声 - 本間ゆかり
「ブレメン」のメンバーのネコ。担当はおそらくベース。
グループで人気ナンバー2であり、テバコの人気に嫉妬していた。写真が趣味でカメラを携帯している。
モデルは『ブレーメンの音楽隊』の猫。
ブチオ
声 - 柴本浩行
「ブレメン」のメンバーのイヌ。担当はドラム。
テバコが自分を追い出して新しいドラマーを迎え入れようとしていたことを知り、彼女を邪魔だと思っていた。写真が趣味でカメラを携帯している。
モデルは『ブレーメンの音楽隊』の犬。
キンヤ
声 - 三木眞一郎
「ブレメン」のメンバーのロバ。担当はキーボード。
ファンから送られた大好物のカレーパンをテバコに食べられた。写真が趣味でカメラを携帯している。また風貌に似合わず無地のらくがき帳を持っている。
モデルは『ブレーメンの音楽隊』のロバ。
荒井（旧姓：白雪） 姫子（あらい<しらゆき> ひめこ）
声 - 高田由美
白雪ワイン大会社の社長の娘。
白馬野と婚約するも後述の事件に遭い傷心し、ふしぎの村を去ろうとしたが、二人目の婚約者として紹介された荒井と結婚した。不器用で料理が苦手。
モデルは『白雪姫』。
ネコの継母
声 - 吉田理保子
姫子の継母で白雪ワイン大会社の社長。
高圧的な態度で義理の娘の姫子にもそっけなく冷たいと思われていたが、実際には姫子の幸せを誰よりも願っていた。
第二期で姫子が荒井警部と結婚を決める際には二人でトリックを仕立てあげ、荒井警部の愛情を試させた。
モデルは『白雪姫』の女王。
ペンギンの専務たち
声 - 鈴木清信
モデルは『白雪姫』の七人の小人。
白馬野 王子（はくばの おうじ）
声 - 三木眞一郎
ウマの青年。名前のような白馬ではない。イチコロ製薬の社長の息子で姫子の一人目の婚約者。左利き。見た目は好青年だが、中身は強欲で冷酷。
姫子に毒を盛り、それを継母の犯行と見せかけ継母の信用を失墜させ、あわよくば白雪ワイン大会社の社長の座を奪おうとした。
モデルは『白雪姫』や『シンデレラ』などに登場する白馬の王子様。
熊野 金太郎（くまの きんたろう）
声 - 上田敏也
町外れ・最果て山一丁目に住んでいるクマのきこり。
先祖代々伝わる家宝で、一億円相当の「金の斧」を所持していたが、それを質屋に売却し、できた元手でろくに働かない堕落した生活を送っていた。しかし元手が底を付き、保険金目当てに一連の事件を起こす。事件後は真面目に働いている模様。
モデルは『金太郎』の熊と『金の斧』のきこり。
森のおばあさん
声 - 巴菁子
森に住んでいるデバネズミのおばあさん。赤ずきんの祖母。
ウルフに家を借りていて、家賃の肩代わりに孫の為に縫った「赤い頭巾」を取られてしまう。「歳のせい」で身体が弱っていると思い込んでいたが、実際は「歳だ歳だ」といって体を動かさなかったから余計に脆弱になってしまっただけのようで、事件後は元気になって働いている。
モデルは『赤ずきん』のおばあさん。
赤ずきん
声 - 岩男潤子
森のおばあさんの孫娘のネコ。いつも赤い頭巾を被っている。
ウルフが「赤い頭巾」を押収した時でも別の赤い頭巾を被っていたので、少なくとも二着は持っている。母親もネコ。
モデルは『赤ずきん』。
森の猟師
イヌの猟師で森のおばあさんの友人。
モデルは『赤ずきん』の猟師。
竹取 ヒカリ（たけとり ヒカリ）
声 - 岩男潤子
竹取家具屋の娘で、イヌとネコのハーフ。アリスの同級生であり、友達でもある。
日夜勉強・稽古をしている良家の少女で、成績はクラスで一番。おっとりした優しい性格で、イナバとみどりカメ吉に好意を抱かれている。普段は十二単をまとい、和風建築の家に住んでいる。海外留学のため第2期では出番がない。
モデルは『かぐや姫』。
ヒカリの母
声 - 鵜飼るみ子
ネコ。典型的な教育ママでスパルタである。第2期では娘と同じく出番がない。
ヒカリの父
声 - 中村秀利
イヌ。婿養子でいつも女房の尻に敷かれている。第2期では竹取家の中で唯一単独で登場した。
モデルは『かぐや姫』の竹取の翁。
みどり カメ吉（みどり カメきち）
声 - 舟津俊雄
カメの男の子。イナバの同級生で、ライバルでもある。
写六の助手の座を巡ってのマラソン勝負でイナバに勝利するも、弟・カメ丸が巧妙なトリックで勝たせようとしていたことを写六に見抜かれ、一度は助手を辞退した。その後ふしぎの小学校へ転校し、イナバのクラスへ編入した。
中学校の問題を習得するほどの早熟さで、探偵としても優秀な素質を持つ。ヒカリに片思いをしているが、彼自身は同級生のヒトミに片思いをされている。
モデルは『ウサギとカメ』のカメ。
みどり カメ丸（みどり カメまる）
声 - 岩男潤子（第1期）→熊谷ニーナ（第2期）
カメ吉の弟。カメ吉の不正行為に加担している。
カメ太郎
声 - 舟津俊雄
コックの修行をしているカメ吉の兄。仁義を切ったヤクザ口調な話し方をする。
昔、料理人の総元締をしていた父『カメ万年』が弟子のミチクサクイサブローという男の罠により名包丁『亀一文字』を奪われたため、父の敵を取るべくミチクサに勝負を挑む。第2期で登場。
桃太郎（ももたろう）
声 - 嶋村薫
頭が桃の形をしている探検家。
鬼ヶ島の探検で有名になり、その後海沿いの孤島で「おにが島記念館」を開館し、持ち帰った宝物を展示している。いつも高慢な態度をとっており、鬼との対決の際もコクチョウいわく「ただ偉そうに突っ立ていただけ」らしい（本人も認めている）。お供3人への待遇が悪すぎたため、報復に赤鬼と青鬼の像を盗まれてしまう。解決後はお供への待遇の悪さを反省して窃盗事件は不問とし、給料を増やすことで彼らと和解した。
モデルは『桃太郎』。
ハチコー、サスケ、コクチョー
声 - 中村大樹、三木眞一郎、千葉繁
桃太郎のお供で、それぞれイヌ、サル、キジ。
探検の際は命がけで桃太郎を守り、現在は記念館の警備まで勤めているが、「キビ団子が月に一個」という安月給に不満を抱き、事件を起こした。事件後は給料が「キビ団子が月二個」になり、満足している様子。
モデルは『桃太郎』の犬、猿、キジ。名前の由来はそれぞれ『忠犬ハチ公』、『猿飛佐助』、国鳥（キジは日本の国鳥）。
ピーター
声 - 鈴木明子
嘘つきで有名なイタチの青年。
よく「腹を空かせたウルフさんが家賃（借金）の取立てに来たぞ〜」と嘘をつき皆を困らせている。また一時は怪盗「ピーターパン」の名で世間を騒がせた元プロの泥棒で、前科三犯を持つ。現在は足を洗っているが、再び窃盗容疑で逮捕されてしまう。
モデルは『狼少年』と『ピーターパン』。
三蔵法師（さんぞうほうし）
声 - 西村智博
痩せてげっそりした法師。
かつて旅の途中、砂漠で遭難しているところを写六に助けられた。現在は天竺でお経を授かり、帰り際ふしぎの村へ立ち寄る。お供3人への待遇はかなり良く、逆に自分は自身の食費も切り詰めながら身を粉にして働くという桃太郎とは正反対の性格。しかしそれも我慢の限界だったようで、「お供同士で揉めた場合は原因関係なく解雇する」という契約を利用して3人を解雇すべく事件を起こした。事件後もお供との契約は継続したが、悟りを開いたため何も思いつめなくなったらしい。
モデルは『西遊記』の三蔵法師。
悟空（ごくう）
声 - 嶋村薫
三蔵のお供のサル。3人の中でも兄貴分。
モデルは『西遊記』の孫悟空。
八戒（はっかい）
声 - くじら
三蔵のお供のイノシシ。大食らい。ホテルの部屋で何者かに後頭部を殴られた。
モデルは『西遊記』の猪八戒。
悟浄（ごじょう）
声 - 三木眞一郎
三蔵のお供のカッパ。関西弁で話す。
モデルは『西遊記』の沙悟浄。
ヒトミ
声 - 中村大樹
イナバの同級生。アリの女の子。
カメ吉に惚れ込んでおり、いつも追いかけ回してばかりいる。
ナーニ先生
声 - 熊谷ニーナ
ふしぎの小学校のウグイスの教員。
ニーナの妹で、顔かたちはニーナに瓜二つ。アリスたちに「ちょっとハッピーな頭のトレーニング」と称して謎解きの問題を出題している。
鴨之端 プラ（かものはし プラ）
声 - 岩男潤子
カモノハシの女の子。2歳でまだ幼く、非常にマイペースな性格である。体重50kg。
鴨之端さん
声 - 熊谷ニーナ
プラの母親。
仕事柄家を開けることが多くプラに家の合鍵を持たせている。寝室の箪笥の引き出しにヘソクリを隠している。
金婆さん（きんばあさん）
声 - 兵藤まこ
金の山に住む老婆。お茶目な性格。
八代目 松尾ノ芭蕉（はちだいめ まつおのばしょう）
声 - 兼子由利子
糸目の俳人。自己紹介から感情表現まですべて五・七・五の俳句で詠む。
ハッタリ 半象（ハッタリ はんぞう）
声 - 津久井教生
忍者服にピンクのゾウのお面をしたとある犯罪組織のスパイ。
ふしぎの村にたびたび出没し財宝を盗もうと企てる。第2期で以前所属していた犯罪組織から独立し、名前もハッタリ 全象（はったり ぜんぞう）に改名。2人の部下を従えて再登場し、格好もピンクのゾウのコスチューム（仕掛け付き）に変わった。
モデルは服部半蔵。
ウットリ全象、オットリ全象
声 - 中村大樹、三木眞一郎
ハッタリ全象の部下で、ハッタリと同じく忍者の装束に身を包み、ゾウのマスクをしている。
二人で「オットリウットリ」と連呼しながら相手の周囲を走り回った後、「あっ、鳥だ！」と空を指差して、相手が空に気を取られたすきに逃げる忍術まがいの物を用いる。銀婆さんに叱られた際にはハッタリと3人でこの忍術を使ったが、すぐに見つかってしまった。
アッチラ大王
声 - 中村大樹
南の島の大王であるカバ。後継者である5人の王子の教育に悩んでいる。
第2期では謎の病に倒れ、ダマス大臣に国を乗っ取られそうになった。
王子
声 - 三木眞一郎
アッチラ大王の息子達。
コッチラ、ソッチラ、エッチラ、オッチラ、ドッチラの5人。第1期では王宮の金庫から宝物を盗もうとしたが、写六が金庫の取っ手に塗った漆にかぶれて、犯人であると発覚した。
第2期では素性の知れないダマスを全面的に信用し、彼の助言通りにアリスたちを投獄した。
謎なぞ男
声 - 庵田駄礼也
テレビに出演したり、アリス達の前に現れたりしてなぞなぞを出題する男。ダンボール箱から手足と目だけをのぞかせている。
第2期ではふしぎの小学校の教頭先生であることが明かされた。さらに、若い頃は金婆さんと銀婆さんの思い人で、オオカミのような外見（シルエットのみ登場）だったが、二人には死んだものと思われていた。
本名は権田原菊左右衛門（ごんだわら きくざえもん）で、二人には「きくちゃん」と呼ばれている。
Dr.ホー（ドクター ホー）
声 - 中村秀利
タイムマシンでふしぎの村に現れた謎の科学者。白衣をまとった眼鏡をかけているフクロウの男。
何かにつけてイナバたちを目の敵にし、イナバを超えてみせると躍起になってはいるものの、常に完全に外れた推理ばかりしていつも惨敗を喫している。台所事情は困窮しており、タダ飯を食らおうと不法侵入したりもする。一度頭を強打して普段と正反対の勇敢且つ知性的な性格になり、不思議の村をミサイルから守ったこともある（直後再び頭を強打し、元に戻った）。
最終回でイナバが捜していた男と違うことを知り本当のイナバを探すたびに出たが操作ミスで第2期の1話「未来からの使者」の時点に戻ってきてしまう。その後は消息不明。
モデルは『ドクター・フー』。
マンデー
声 - くまいもとこ
Dr.ホーの助手を務める子供の背丈ほどのロボット。
亡きホーの父親の遺言でいつもDr.ホーに付き合わされている。常識派でDr.ホーに対するツッコミ役。人に褒められたり、あるいは心配されたりした際に「まぁ、ロボットですから」と流すのが口癖。主人を軽蔑の目で見ることもあるが、主人が危機に陥ればその身を守るため行動を起こす。体内にかなりの装備があるがそれらが全て使われたことはない。動力源は太陽電池だが充電する時に爆発が起こる。胸部パネルの奥にON/OFFのスイッチがあるが、敵の手や衝撃などで簡単に切り替わってしまうため、重要な時に活動停止状態に陥ることもしばしば。学習の一環で小学校に入学した。ロボットなので当然成績は優秀。
最終回では主人同様過去にタイムスリップし消息不明。
モデルは『宇宙家族ロビンソン』のフライデー（金曜→月曜）。
花形 千両（はながた せんりょう）
声 - 三木眞一郎
ふしぎの小学校の教員。元役者。スカンクのような姿をしていてどこかクール。
よく持ち歩くバラはトレードマークにもなっている。大変な生徒思いで、マンデーをクラスに馴染ませようと事件を起こしたこともある。「私は今、猛烈に感動している!」が口癖。
綾小路 局（あやのこうじ つぼね）
声 - 岩男潤子
ふしぎの小学校に転校した小学校1年生の富豪少女。
常に太鼓持ちを従えている。Dr.ホーと瓜二つの顔つきをしており、Dr.ホーは自分の先祖と確信しているが本人は否定（最終回でこの点に関するマンデーのセリフがあったが、内容は曖昧）。わがままな性格で、文房具を親の会社のブランドのしか使わず、その上使い捨てしていたりしているので同級生からは嫌われている。
キンチャク
声 - 三木眞一郎
綾小路局の付き人のトカゲ。「おっしゃるとーりでございます」が口癖。
ダマス
声 - 梁田清之
南の島に現れ、大臣に就任したカマキリの男。
アッチラ大王を昏睡状態に陥らせ、無能な王子をでたらめな占いで騙して国を乗っ取ろうとするが、アリス、イナバ、マンデーによって阻止された。占いの方法は、「天国、地獄、大地獄」と言いながら自分の指を数えるというもの。
銀婆さん
声 - 熊谷ニーナ
大泥棒の老婆で、若い頃は金婆さんの恋のライバルだった。
ハッタリ全象と二人の部下には、「姐さん」と呼ばれて恐れられている。

### 写六の回想編
第11 - 12話の写六の昔語りに出てくる人物。
なぜかふしぎの村の住人達が登場しており、容姿・性格ともに全く同じである。
盗賊
4人組の盗賊で、頭がウルフ、手下3人がグー、スー、ピーに酷似している。船を所持しているので海賊でもある。
とあるゴミ捨て場の近くにアジトがあり、宝物を隠している。
頭は声優つながりで「世界のお宝は全て我がゼロ…ウルフ様のコレクションに」と言ったことがある。
モデルは『アリババと40人の盗賊』の盗賊。20話のナーニのクイズにも出てくる。
ランプの精
写六がランプから偶然呼び出した精霊。容姿は荒井に酷似している。
一度ランプから出ると消えられない、不器用なタイプの精らしい（ランプをこすると再び願いを聞く）。盗賊の手下を一掃するなど腕っ節はそれなりに強い。
モデルは『アラジンと魔法のランプ』のランプの精。19話で、荒井が作中で彼のネタを元に「同じネタを2度もしない」と言っていた。
アリス姫
とある国の姫。容姿はアリスに酷似している。
ホタテ王子と婚約していたが、白馬野王子の策略で無理矢理彼と結婚させられ、その後無実の罪を着せられ、ニーナとともに巨人の島に流刑にされてしまった。
ニーナ
アリス姫の世話係の女性。モットーは「迅速・正確・まめまめしく」。
巨人
声 - 中村大樹
巨人の島に住む3人の巨人でリーダーとお付きが2人。リーダーの巨人はオカマ口調で話す。人を食べるらしい。
「黄金の冠」を所持していたが、謎がかけられた魔法の絨毯のせいで手で触れることすらできなかった。そのため、島に来た者を捕らえてその謎に挑戦させ、謎が解けなかった者は食べていた。
その正体はホタテ王子と2匹のハエだった。
ホタテ王子
声 - 岩男潤子
二枚貝の頭をした王子。
アリス姫と婚約していたが、白馬野王子に騙されて「呪いの亀」を手にし、魔法で巨人の姿に変えられてしまう。「呪いの亀」が変化した「黄金の冠」に触れれば元に戻るが、魔法の絨毯のせいでそれができず、元に戻れずにいた。巨人の時の記憶はないらしい。
白馬野王子
アリス姫の国の支配を目論んでいた隣国の王子。
策略によってホタテ王子を行方不明にさせ、アリス姫と政略結婚し、王様の暗殺まで企んでいた。暗殺は失敗に終わったものの、妻となったアリス姫をその件の冤罪で流刑にするなど悪漢ぶりを披露した。しかし写六の一連の活躍によってその計画は露呈し、あえなく御用となった。
王様
アリス姫の父で王様。容姿は桃太郎がヒゲを生やしたもの。
白馬野王子を信頼しており、暗殺を謀ったとして実の娘を巨人の島に流してしまった。事件解決後は何食わぬ顔でアリス姫を抱きしめようとするが、当のアリス姫はそれを根に持っていたのかさりげなく彼を足蹴にしていた。

## スタッフ
- 監督：古川政美
- キャラクターデザイン：長森佳容、西野理恵
- 美術：坂本信人
- 色彩設計：完甘幸隆
- トリック案：藤原宰太郎
- 撮影：久保村正樹
- 音響監督：中野徹
- 音響効果：金丸孝彦（音塾）
- 音楽：大森俊之
- アニメ制作：片山哲生（イメージ・ケイ）
- アニメーション制作：イメージ・ケイ（ノンクレジット）、スタジオジュニオ
- 制作・著作：NHK、NHKファミリー番組部

## 各話リスト
| 話数                  | サブタイトル                              | 脚本                  | 絵コンテ              | 演出                  | 作画監督              | 放送日                |                       |                       |                       |                       |                       |                       |                       |                       |                       |                       |                       |                       |                       |                       |                       |                       |                       |                       |
| 第1期（DVD-BOX 上巻） | 第1期（DVD-BOX 上巻）                     | 第1期（DVD-BOX 上巻） | 第1期（DVD-BOX 上巻） | 第1期（DVD-BOX 上巻） | 第1期（DVD-BOX 上巻） | 第1期（DVD-BOX 上巻） | 第1期（DVD-BOX 上巻） | 第1期（DVD-BOX 上巻） | 第1期（DVD-BOX 上巻） | 第1期（DVD-BOX 上巻） | 第1期（DVD-BOX 上巻） | 第1期（DVD-BOX 上巻） | 第1期（DVD-BOX 上巻） | 第1期（DVD-BOX 上巻） | 第1期（DVD-BOX 上巻） | 第1期（DVD-BOX 上巻） | 第1期（DVD-BOX 上巻） | 第1期（DVD-BOX 上巻） | 第1期（DVD-BOX 上巻） | 第1期（DVD-BOX 上巻） | 第1期（DVD-BOX 上巻） | 第1期（DVD-BOX 上巻） | 第1期（DVD-BOX 上巻） | 第1期（DVD-BOX 上巻） |
| --------------------- | ----------------------------------------- | --------------------- | --------------------- | --------------------- | --------------------- | --------------------- | --------------------- | --------------------- | --------------------- | --------------------- | --------------------- | --------------------- | --------------------- | --------------------- | --------------------- | --------------------- | --------------------- | --------------------- | --------------------- | --------------------- | --------------------- | --------------------- | --------------------- | --------------------- |
| 1                     | 消えた自転車                              | ひのくまりこう        | 古川政美              | 古川政美              | 長森佳容              | 1995年 4月5日         |                       |                       |                       |                       |                       |                       |                       |                       |                       |                       |                       |                       |                       |                       |                       |                       |                       |                       |
| 2                     | 赤い数字のなぞ                            | ひのくまりこう        | 古川政美              | 古川政美              | 長森佳容              | 4月11日               |                       |                       |                       |                       |                       |                       |                       |                       |                       |                       |                       |                       |                       |                       |                       |                       |                       |                       |
| 3                     | 白雪姫子 危機一髪！                       | ひのくまりこう        | 山吉康夫              | 西本由紀夫            | 高橋英吉              | 4月18日               |                       |                       |                       |                       |                       |                       |                       |                       |                       |                       |                       |                       |                       |                       |                       |                       |                       |                       |
| 4                     | 盗まれた黄金の斧                          | ひのくまりこう        | 中村憲由              | 中村憲由              | 西野理恵              | 4月25日               |                       |                       |                       |                       |                       |                       |                       |                       |                       |                       |                       |                       |                       |                       |                       |                       |                       |                       |
| 5                     | 犯人は電話をかけていた？                  | ひのくまりこう        | 伊達園太              | 長森佳容              | 長森佳容              | 5月9日                |                       |                       |                       |                       |                       |                       |                       |                       |                       |                       |                       |                       |                       |                       |                       |                       |                       |                       |
| 6                     | 姿なき誘拐犯人                            | ひのくまりこう        | 古川政美              | 長森佳容              | 長森佳容              | 5月16日               |                       |                       |                       |                       |                       |                       |                       |                       |                       |                       |                       |                       |                       |                       |                       |                       |                       |                       |
| 7                     | ライバル登場!?イナバくんあせる！          | ひのくまりこう        | 西本由紀夫            | 西本由紀夫            | 高橋英吉              | 5月23日               |                       |                       |                       |                       |                       |                       |                       |                       |                       |                       |                       |                       |                       |                       |                       |                       |                       |                       |
| 8                     | おにが島の怪事件                          | ひのくまりこう        | 中村憲由              | 中村憲由              | 西野理恵              | 5月30日               |                       |                       |                       |                       |                       |                       |                       |                       |                       |                       |                       |                       |                       |                       |                       |                       |                       |                       |
| 9                     | 荒らされたタンスのなぞ                    | ひのくまりこう        | 中村憲由              | 中村憲由              | 長森佳容              | 6月13日               |                       |                       |                       |                       |                       |                       |                       |                       |                       |                       |                       |                       |                       |                       |                       |                       |                       |                       |
| 10                    | 消えた凶器                                | ひのくまりこう        | 古川政美              | 長森佳容              | 長森佳容              | 6月20日               |                       |                       |                       |                       |                       |                       |                       |                       |                       |                       |                       |                       |                       |                       |                       |                       |                       |                       |
| 11                    | 暗号のひみつ                              | ひのくまりこう        | 古川政美              | 西本由紀夫            | 高橋英吉              | 6月27日               |                       |                       |                       |                       |                       |                       |                       |                       |                       |                       |                       |                       |                       |                       |                       |                       |                       |                       |
| 12                    | すっかり忘れられている 暗号のひみつ       | ひのくまりこう        | 中村憲由              | 中村憲由              | 西野理恵              | 7月4日                |                       |                       |                       |                       |                       |                       |                       |                       |                       |                       |                       |                       |                       |                       |                       |                       |                       |                       |
| 13                    | アサガオは知っていた                      | ひのくまりこう        | 古川政美              | 古川政美              | 長森佳容              | 9月5日                |                       |                       |                       |                       |                       |                       |                       |                       |                       |                       |                       |                       |                       |                       |                       |                       |                       |                       |
| 14                    | マイクロフィルムを探せ！                  | ひのくまりこう        | 西本由紀夫            | 西本由紀夫            | 高橋英吉 長森佳容     | 9月12日               |                       |                       |                       |                       |                       |                       |                       |                       |                       |                       |                       |                       |                       |                       |                       |                       |                       |                       |
| 15                    | 雨に消えた足あと                          | ひのくまりこう        | 長森佳容              | 長森佳容              | 長森佳容              | 9月19日               |                       |                       |                       |                       |                       |                       |                       |                       |                       |                       |                       |                       |                       |                       |                       |                       |                       |                       |
| 16                    | 帰ってきたライバル!?イナバくんあせる！    | ひのくまりこう        | 中村憲由              | 中村憲由              | 吉野真一              | 9月26日               |                       |                       |                       |                       |                       |                       |                       |                       |                       |                       |                       |                       |                       |                       |                       |                       |                       |                       |
| 17                    | 運動会だよ、全員集合！                    | ひのくまりこう        | 矢部秋則              | 西本由紀夫            | 玉川明洋              | 10月10日              |                       |                       |                       |                       |                       |                       |                       |                       |                       |                       |                       |                       |                       |                       |                       |                       |                       |                       |
| 18                    | カメラは見ていた                          | ひのくまりこう        | 佐山聖子              | 長曽我部隆            | 中尾友治              | 10月17日              |                       |                       |                       |                       |                       |                       |                       |                       |                       |                       |                       |                       |                       |                       |                       |                       |                       |                       |
| 19                    | ねらわれた巻物                            | ひのくまりこう        | 中村憲由              | 中村憲由              | 吉野真一              | 10月24日              |                       |                       |                       |                       |                       |                       |                       |                       |                       |                       |                       |                       |                       |                       |                       |                       |                       |                       |
| 20                    | めざせ、金の山！                          | ひのくまりこう        | 浅川智裕              | 浅川智裕              | 長森佳容              | 10月31日              |                       |                       |                       |                       |                       |                       |                       |                       |                       |                       |                       |                       |                       |                       |                       |                       |                       |                       |
| 21                    | カメ吉くんモテモテ!?イナバくんあせる！    | ひのくまりこう        | 矢部秋則              | 西本由紀夫            | 玉川明洋              | 11月14日              |                       |                       |                       |                       |                       |                       |                       |                       |                       |                       |                       |                       |                       |                       |                       |                       |                       |                       |
| 22                    | 走れ！荒井警部                            | ひのくまりこう        | 長森佳容              | 長森佳容              | 長森佳容              | 11月21日              |                       |                       |                       |                       |                       |                       |                       |                       |                       |                       |                       |                       |                       |                       |                       |                       |                       |                       |
| 23                    | 荒井警部のくいしん坊大作戦！              | ひのくまりこう        | 浅川智裕              | 長曽我部隆            | 長森佳容              | 11月28日              |                       |                       |                       |                       |                       |                       |                       |                       |                       |                       |                       |                       |                       |                       |                       |                       |                       |                       |
| 24                    | クイズ おもしろ推理パズルで名探偵に挑戦!! | ひのくまりこう        | 中村憲由              | 中村憲由              | 吉野真一              | 12月5日               |                       |                       |                       |                       |                       |                       |                       |                       |                       |                       |                       |                       |                       |                       |                       |                       |                       |                       |
| 25                    | 南の島のかいかい事件                      | ひのくまりこう        | 矢部秋則              | 西本由紀夫            | 玉川明洋              | 12月19日              |                       |                       |                       |                       |                       |                       |                       |                       |                       |                       |                       |                       |                       |                       |                       |                       |                       |                       |
| 26                    | 水晶に願いを込めて…イナバくんたまげる！   | ひのくまりこう        | 浅川智裕              | 中村憲由              | 中尾友治              | 1996年 1月2日         |                       |                       |                       |                       |                       |                       |                       |                       |                       |                       |                       |                       |                       |                       |                       |                       |                       |                       |
| 27                    | さよならイナバくん                        | ひのくまりこう        | 中村憲由              | 中村憲由              | 吉野真一              | 1月9日                |                       |                       |                       |                       |                       |                       |                       |                       |                       |                       |                       |                       |                       |                       |                       |                       |                       |                       |
| 28                    | 旅立ち…                                   | ひのくまりこう        | 古川政美              | 浅川智裕              | 長森佳容              | 1月16日               |                       |                       |                       |                       |                       |                       |                       |                       |                       |                       |                       |                       |                       |                       |                       |                       |                       |                       |
| 第2期（DVD-BOX 下巻） |                                           |                       |                       |                       |                       |                       |                       |                       |                       |                       |                       |                       |                       |                       |                       |                       |                       |                       |                       |                       |                       |                       |                       |                       |
| 1 (29)                | 未来からの使者!?                          | ひのくまりこう        | 浅川智裕              | 浅川智裕              | 長森佳容              | 4月9日                |                       |                       |                       |                       |                       |                       |                       |                       |                       |                       |                       |                       |                       |                       |                       |                       |                       |                       |
| 2 (30)                | アリは見ていた                            | ひのくまりこう        | 浅川智裕              | 浅川智裕              | 森中正春              | 4月16日               |                       |                       |                       |                       |                       |                       |                       |                       |                       |                       |                       |                       |                       |                       |                       |                       |                       |                       |
| 3 (31)                | 雪男がやって来た！                        | ひのくまりこう        | 中村憲由              | 中村憲由              | 佐藤由佳              | 4月23日               |                       |                       |                       |                       |                       |                       |                       |                       |                       |                       |                       |                       |                       |                       |                       |                       |                       |                       |
| 4 (32)                | ヒトミちゃんのラブラブトリック            | ひのくまりこう        | 熊谷雅晃              | 熊谷雅晃              | 吉野真一              | 4月30日               |                       |                       |                       |                       |                       |                       |                       |                       |                       |                       |                       |                       |                       |                       |                       |                       |                       |                       |
| 5 (33)                | ようこそ！浦島ハワイアンセンターへ        | ひのくまりこう        | 浅川智裕              | 熊谷雅晃              | 長森佳容              | 5月14日               |                       |                       |                       |                       |                       |                       |                       |                       |                       |                       |                       |                       |                       |                       |                       |                       |                       |                       |
| 6 (34)                | 乙姫様コンテスト殺人事件                  | ひのくまりこう        | 熊谷雅晃              | 熊谷雅晃              | 森中正春              | 5月21日               |                       |                       |                       |                       |                       |                       |                       |                       |                       |                       |                       |                       |                       |                       |                       |                       |                       |                       |
| 7 (35)                | ふしぎの小学校幽霊事件                    | ひのくまりこう        | 中村憲由              | 中村憲由              | 佐藤由佳              | 5月28日               |                       |                       |                       |                       |                       |                       |                       |                       |                       |                       |                       |                       |                       |                       |                       |                       |                       |                       |
| 8 (36)                | 雨傘少女を追え！                          | ひのくまりこう        | 中村憲由              | 中村憲由              | 吉野真一              | 6月4日                |                       |                       |                       |                       |                       |                       |                       |                       |                       |                       |                       |                       |                       |                       |                       |                       |                       |                       |
| 9 (37)                | 野牛の暗号を解け！                        | ひのくまりこう        | 熊谷雅晃              | 熊谷雅晃              | 森中正春              | 6月18日               |                       |                       |                       |                       |                       |                       |                       |                       |                       |                       |                       |                       |                       |                       |                       |                       |                       |                       |
| 10 (38)               | 奥義！爆裂納豆剣                          | ひのくまりこう        | 浅川智裕              | 浅川智裕              | 長森佳容              | 6月25日               |                       |                       |                       |                       |                       |                       |                       |                       |                       |                       |                       |                       |                       |                       |                       |                       |                       |                       |
| 11 (39)               | 眠れる大王とまぬけな王子たち              | ひのくまりこう        | 佐藤卓哉              | 中村憲由              | 佐藤由佳              | 7月2日                |                       |                       |                       |                       |                       |                       |                       |                       |                       |                       |                       |                       |                       |                       |                       |                       |                       |                       |
| 12 (40)               | めざめた大王とまぬけな王子たち            | ひのくまりこう        | 中村憲由              | 中村憲由              | 吉野真一              | 7月9日                |                       |                       |                       |                       |                       |                       |                       |                       |                       |                       |                       |                       |                       |                       |                       |                       |                       |                       |
| 13 (41)               | キミは勇者だ！イナバくんその気になる!?    | ひのくまりこう        | 中村憲由              | 中村憲由              | 佐藤由佳              | 9月10日               |                       |                       |                       |                       |                       |                       |                       |                       |                       |                       |                       |                       |                       |                       |                       |                       |                       |                       |
| 14 (42)               | 勇者イナバくんの大冒険！                  | ひのくまりこう        | 中村憲由              | 中村憲由              | 吉野真一              | 9月17日               |                       |                       |                       |                       |                       |                       |                       |                       |                       |                       |                       |                       |                       |                       |                       |                       |                       |                       |
| 15 (43)               | 包丁人 カメ太郎 参上でやんす!!            | 中村修                | 熊谷雅晃              | 熊谷雅晃              | 岩井優器              | 9月24日               |                       |                       |                       |                       |                       |                       |                       |                       |                       |                       |                       |                       |                       |                       |                       |                       |                       |                       |
| 16 (44)               | 鉄人包丁 カメ一文字 まな板の舞！          | 中村修                | 熊谷雅晃              | 熊谷雅晃              | 長森佳容              | 10月1日               |                       |                       |                       |                       |                       |                       |                       |                       |                       |                       |                       |                       |                       |                       |                       |                       |                       |                       |
| 17 (45)               | お宝探しで猛レース!!                      | 中村修                | 中村憲由              | 中村憲由              | 佐藤由佳              | 10月15日              |                       |                       |                       |                       |                       |                       |                       |                       |                       |                       |                       |                       |                       |                       |                       |                       |                       |                       |
| 18 (46)               | 金かくし大作戦！                          | 中村修                | 浅川智裕              | 中村憲由              | 吉野真一              | 10月22日              |                       |                       |                       |                       |                       |                       |                       |                       |                       |                       |                       |                       |                       |                       |                       |                       |                       |                       |
| 19 (47)               | なぞの転校生とねらわれた饅頭              | 植田浩二              | 古川政美              | 古川政美              | 岩井優器              | 10月29日              |                       |                       |                       |                       |                       |                       |                       |                       |                       |                       |                       |                       |                       |                       |                       |                       |                       |                       |
| 20 (48)               | あっぱれホーさん大活躍！                  | 植田浩二              | 古川政美              | 古川政美              | 長森佳容              | 11月5日               |                       |                       |                       |                       |                       |                       |                       |                       |                       |                       |                       |                       |                       |                       |                       |                       |                       |                       |
| 21 (49)               | 局ちゃん登場！イナバくん タジタジ!?       | 中村修                | 中村憲由              | 中村憲由              | 佐藤由佳              | 11月19日              |                       |                       |                       |                       |                       |                       |                       |                       |                       |                       |                       |                       |                       |                       |                       |                       |                       |                       |
| 22 (50)               | アリスVS局！勝つのはどっちだ!?            | 中村修                | 中村憲由              | 中村憲由              | 吉野真一              | 11月26日              |                       |                       |                       |                       |                       |                       |                       |                       |                       |                       |                       |                       |                       |                       |                       |                       |                       |                       |
| 23 (51)               | 荒井警部のこまった父さん                  | 植田浩二              | 浅川智裕              | 長曽我部隆            | 岩井優器              | 12月3日               |                       |                       |                       |                       |                       |                       |                       |                       |                       |                       |                       |                       |                       |                       |                       |                       |                       |                       |
| 24 (52)               | さらわれた姫子さん…                       | 植田浩二              | 浅川智裕              | 長曽我部隆            | 長森佳容              | 12月10日              |                       |                       |                       |                       |                       |                       |                       |                       |                       |                       |                       |                       |                       |                       |                       |                       |                       |                       |
| 25 (53)               | 金・銀対決 初恋は忘れた頃にやって来る…    | 中村修                | 中村憲由              | 中村憲由              | 佐藤由佳              | 12月24日              |                       |                       |                       |                       |                       |                       |                       |                       |                       |                       |                       |                       |                       |                       |                       |                       |                       |                       |
| 26 (54)               | 大騒動！百年伝説の謎                      | 中村修                | 中村憲由              | 中村憲由              | 吉野真一              | 1997年 1月7日         |                       |                       |                       |                       |                       |                       |                       |                       |                       |                       |                       |                       |                       |                       |                       |                       |                       |                       |
| 27 (55)               | アリスを救え！イナバくんがんばる!!        | 中村修                | 浅川智裕              | 浅川智裕              | 岩井優器              | 1月14日               |                       |                       |                       |                       |                       |                       |                       |                       |                       |                       |                       |                       |                       |                       |                       |                       |                       |                       |
| 28 (56)               | さよならホーさん また会う日まで…          | 植田浩二              | 浅川智裕              | 浅川智裕              | 長森佳容              | 1月21日               |                       |                       |                       |                       |                       |                       |                       |                       |                       |                       |                       |                       |                       |                       |                       |                       |                       |                       |

## パロディ
同枠の前作品『ジーンダイバー』をはじめ、往年のSFドラマやCM等のパロディ・楽屋オチが随所にちりばめられている。以下はその一例。
- 劇中に『ジーンダイバー』をもじった「神代婆屋」というそば屋が登場
- イナバが『ジーンダイバー』での唯の格好で登場（イナバ役も唯役（アニメパート）も声優は白石文子）
- 『ジーンダイバー』のキャラクターの1人・パックの金色の置物が凶器に使われる
- ウルフが『モンタナ・ジョーンズ』でのゼロ卿のセリフを口走る（ウルフ役もゼロ卿役も声優は大友龍三郎）
- 主人公たちがテレビに出演する回では、CMの時間として日立の樹のパロディ（その番組のスポンサーはウルフの財閥である「ウルフグループ」）が流れた

また、コミカルな作風とは裏腹にブラックジョークも多く、放送当時問題になっていたオウム真理教絡みのギャグも扱われた。